# Snook
Snook és un grup suec de música hip-hop format per Oskar "Kihlen" Linnros (nascut el 1983 a Suècia) i Daniel "Danne" Adams Ray (nascut el 1983 a Kenya). El grup va assolir un hit a Suècia amb el senzill Mister Cool l'estiu de 2004. Els membres del grup es van conèixer a l'institut.

## Discografia

### Album
- Vi vet inte vart vi ska men vi ska komma dit (2004)

### Senzills
- Lejonhjärta (2005)
- Mister Cool (2004)
- Snook, svett och tårar (2006)